# Posh
Posh (The Riot Club) è un film del 2014 diretto da Lone Scherfig.
Il film è un adattamento cinematografico dell'omonima opera teatrale di Laura Wade, che ha curato anche la sceneggiatura. Il Riot Club è una versione fittizia del reale Bullingdon Club di Oxford.
Tra gli interpreti principali figurano Max Irons, Sam Claflin e Douglas Booth.

## Trama
Nel lontano 1776, all'interno dell'Università di Oxford, viene fondato l'esclusivo Riot Club, in onore di un certo Lord Ryot, giovane che viveva nella dissolutezza e nel totale piacere carnale, finché non venne sorpreso ad avere un rapporto sessuale con una donna dal marito della stessa, e infine ucciso. Da allora, il Club ha sempre contato 10 membri maschi, in uno spirito di fratellanza e goliardia, e i loro iscritti si sono sempre spalleggiati e reciprocamente sostenuti nella vita, raggiungendo gli apici della società.
Ai giorni nostri, due giovani neoiscritti a Oxford vengono ammessi al suo interno per arrivare al numero di 10 membri: Miles e Alistair. Miles è un giovane borghese che a pochi giorni dall'inizio dei corsi si lega sentimentalmente a una studentessa di estrazione popolare, Lauren; Alistair invece è il figlio di un aristocratico laureato ad Oxford ed ex membro del Riot Club.
I membri del Club sono giovani, ricchi di famiglia, cinici, viziati, volgari e istruiti dai genitori a comportarsi in tal maniera giustificandosi con il loro alto lignaggio. Costoro organizzano una cena in un pub, durante la quale, in netto contrasto con i loro vestiti eleganti, danno sfogo ai peggiori istinti animali in una stanza a loro riservata. Durante la serata mangiano e bevono in maniera eccessiva, rumoreggiando e insultando la cameriera e suo padre, proprietario del locale; accolgono una escort precedentemente contattata tramite un'agenzia per ricevere del sesso orale di gruppo, ma la ragazza si allontana indignata; usano di nascosto il cellulare di Miles per contattare (a suo nome) Lauren che, giunta sul posto, vede il proprio ragazzo e i suoi amici completamente ubriachi: delusa per essere giunta lì non effettivamente desiderata da Miles decide di allontanarsi, ma il gruppo la molesta e arriva ad offrirle 27.000 sterline per "rimpiazzare" la escort e i favori che le avevano richiesto. Miles assiste a questa oltraggiosa umiliazione attendendo che sia Lauren a reagire, quindi lei scappa delusa e rabbiosa.
La serata procede con sempre maggiore alcool in corpo ai giovani che, sobillati da Alistair, si incitano a vicenda a disprezzare la massa, convinti che le classi inferiori non meritino alcun rispetto. Il caos completo fa scappare dei clienti dal locale, così i giovani offrono arrogantemente un risarcimento per il mancato guadagno al proprietario, un uomo semplice che si è fatto in quattro per pagare gli studi alla figlia e generoso verso i dipendenti.
In tarda serata, quando il locale è ormai semivuoto, il Club (escluso Miles) distrugge completamente la stanza rompendo porcellane, vetrate, tavoli, sedie, poltrone, lampadari, continuando a bere e vomitando dappertutto. Il proprietario giunge sconvolto nella stanza: i ragazzi si propongono sempre arrogantemente di pagargli tutto purché li lasci sfogarsi in pace, ma l'uomo non è d'accordo ed è disperato per la violenza che questi giovani hanno dimostrato. Per tutta risposta, il Club (sempre escluso Miles) lo pesta a sangue selvaggiamente finché l'uomo non sviene, ridotto in fin di vita. Il gruppo è sconvolto e spaventato, capendo di aver esagerato, e Miles chiama un'ambulanza: nonostante gli altri gli intimino di dire che il ristoratore è semplicemente caduto, Miles dice al telefono la verità, facendo accorrere anche la polizia. I giovani vengono quindi arrestati, ma rilasciati il giorno dopo.
Il Club deve decidere il da farsi e si mette d'accordo su chi debba addossarsi tutte le colpe (dimostrandosi l'un l'altro di essere un gruppo di codardi non in grado di assumersi le proprie responsabilità) e assicurando al volontario i migliori avvocati (tra amici e parenti dei genitori). Intanto le indagini della polizia vertono su Alistair, sotto le cui unghie è stata trovata della pelle del ristoratore (vivo ma in condizioni critiche). Miles cerca di chiarirsi con Lauren, senza ottenere alcunché.
Alistair viene espulso da Oxford. Nonostante ciò, lo zio di Harry gli ricorda che la cosa più importante è che sia ancora nel Riot Club, garantendogli un futuro nel suo studio legale.

## Distribuzione
Il film è stato presentato in anteprima al Toronto International Film Festival nel settembre 2014. Il film è stato distribuito nel Regno Unito il 19 settembre 2014 con il titolo The Riot Club, mentre in Italia è stato distribuito il 25 settembre 2014.